# لوسي كلاركسون
لوسي كلاركسون (بالإنجليزية: Lucy Clarkson)‏ هي عارضة وممثلة بريطانية، ولدت في 6 يوليو 1982 في روثرهام ‏ في المملكة المتحدة.

## وصلات خارجية
- لوسي كلاركسون على موقع IMDb (الإنجليزية)